# L7 (группа)
L7 — американская рок-группа, образованная в Лос-Анджелесе в 1985 году гитаристками Донитой Спаркс и Сюзи Гарднер и басистом Ренэ Лукасом.

## История

### История создания
Группа была основана в 1985 году в Лос-Анджелесе басистом Ренэ Лукасом и солистками-гитаристками Донитой Спаркс и Сюзи Гарднер. В том же году Ренэ оставил группу ради семьи. В 1986 году к ним присоединилась Дженнифер Финч (бас). Примерно в то же время они решили взять название L7 для своей группы. В то время на сессиях место за барабанной установкой занял Рой Котски из Bad Religion, с которого начиналась история их сотрудничества с лейблом Epitaph Records.

### Восхождение
Контракт с Epitaph был подписан в 1988 году. Тогда же был выпущен одноимённый дебютный альбом. Во время последующего тура место Котски, занятого работой в Epitaph, заняла сначала Аннэ Андерсон, однако вскоре она покинула группу, затем ее место заняла Деметра Ди Плакас. Таким образом, был сформирован основной состав группы, в котором впоследствии группа достигнет пика популярности.
В 1989 году группой заинтересовался лейбл Sub Pop, который на рубеже 1990—1991 годов выпустил второй альбом — Smell the Magic.
В 1990 году L7 основали некоммерческую организацию Rock for choice, занимавшуюся организацией концертов для сбора средств в поддержку движения за гражданские права. В этих выступлениях приняли участие такие группы, как Pearl Jam, Nirvana, Hole, Mudhoney.
В 1992 году группа выпустила альбом Bricks Are Heavy (по названию данного альбома и под влиянием творчества группы L7 была названа группа из Санкт-Петербурга "Кирпичи тяжелы" ("Bricks Are Heavy") в последствии просто "Кирпичи", а также их одноименный альбом 1996 года "Кирпичи тяжелы"), записанный с Бутчем Вигом (он работал также над нирвановским Nevermind) и включённый журналом Rolling Stone в список ста самых продаваемых альбомов года.
Со времени первого попадания в чарты в 1992 году, когда их сингл «Pretend We’re Dead» поднялся до 21-го места в британском списке, начиналась история успеха группы.
1993 и 1994 годы группа провела в непрерывных гастролях, время от времени обращая на себя внимание прессы вызывающими выходками. На лондонском концерте L7 в апреле 2000 года была проведена своеобразная лотерея, в ходе которой девушки разыгрывали ночь со своей барабанщицей. До этого в 1992 году много шуму наделал эпизод, когда Донита Спаркс со сцены Редингского фестиваля вытащила свой тампон и запустила им в зрителей

У нас была репутация ненормальных девиц, но мы ведь ничего не планировали… Инцидент в Рединге произошел после того, как журналист спросил, не намерена ли я швырнуть гитару в толпу. Я ответила: «Швырну им лучше тампон». Это была шутка, но позже, когда на сцене мы вдруг оказались все в грязи и овечьем дерьме, я совершенно одурела, вынула его и… Кто-то поймал тампон, бросил его обратно на сцену и он приземлился на вокальном мониторе Ника Кейва!. — Донита Спаркс, Q Magazine

.

### Закат
Несмотря на то что следующий альбом — Hungry for Stink — занял 26-ю строчку в британском списке, творческий запал пошёл на спад, а в самой группе начались разногласия. Летом 1996 года Финч заявила, что собирается покинуть группу. Выступление на очередном фестивале Lollapalooza в 1997 году, стало последним выступлением в классическом составе. Тем не менее официального заявления о распаде группы не последовало. Следующий альбом The Beauty Process: Triple Platinum был записан уже в другом составе. После смены нескольких басисток в группе закрепилась Дженис Танака, которая участвовала в записи альбома Slap Happy (1999). Финч в свою очередь приняла участие в нескольких других проектах.

## Возрождение
В 2019 году группа выпустила свой новый студийный альбом. Первая за двадцать лет полноформатная пластинка получила название Scatter the Rats и появилась 3 мая 2019 года на лейбле Blackheart Records. Альбом записан при участии продюсера Ника Лонэя, известного по работе с Ником Кейвом и Yeah Yeah Yeahs.

## Звучание и характеристика группы
Из-за своеобразного «рваного» звучания их часто причисляют[кто?] к сиэтловской волне гранжа. Однако ни одна из участниц группы не была родом даже из штата Вашингтон. Основательницы — Донита Спаркс и Сьюзи родились в Чикаго и Сакраменто, остальные участницы (и участники) также не числились в рядах сиэтловцев. Первоначально стиль их творчества был ближе к панк-року, однако тенденция к утяжелению наметилась довольно рано — даже первый альбом, записанный с панк-роковским лейблом, был довольно тяжёлым. Последующее творчество можно уже охарактеризовать как гранж с примесью панка: намеренный примитивизм и простота сохранялись в большинстве композиций. Однако несмотря на намеренный примитивизм, они всё же не брезговали оригинальными гитарными соло и сёрфэлементами. Помимо панк-рока, вдохновителями группы были незабвенные Black Sabbath. Общая тенденция для их саунда: от энергичного и драйвового, с характерными хаотичными пост-панковскими «запилами» в начале карьеры, до ритмичного и монотонного, с тяжёлыми риффами к моменту выпуска «Hungry for Stink».

## Дискография

### Альбомы
| Год  | Название                            | Лейбл               | Примечания                                             |
| 1988 | L7                                  | Epitaph Records     | Дебютный альбом                                        |
| 1990 | Smell the Magic                     | Sub Pop             | Был выпущен повторно в 1991, дополненный тремя песнями |
| 1992 | Bricks Are Heavy                    | Slash Records       |                                                        |
| 1994 | Hungry for Stink                    | Slash Records       |                                                        |
| 1997 | The Beauty Process: Triple Platinum | Slash Records       | Был записан без участия басистки                       |
| 1998 | Live: Omaha To Osaka                | Man's Ruin Records  | Live                                                   |
| 1999 | Slap-Happy                          | Wax Tadpole Records |                                                        |
| 2000 | The Slash Years                     | Slash Records       | Сборник популярных песен 1992—1997                     |
| 2019 | Scatter the Rats                    | Blackheart Records  |                                                        |

### Синглы иEPs
| Год  | Название             | В альбомах                          |
| 1990 | «Shove»              | Smell the Magic                     |
| 1992 | «Pretend We’re Dead» | Bricks Are Heavy                    |
| 1992 | «Everglade»          | Bricks Are Heavy                    |
| 1992 | «Monster»            | Bricks Are Heavy                    |
| 1994 | «Andres»             | Hungry for Stink                    |
| 1997 | «Drama»              | The Beauty Process: Triple Platinum |
| 1997 | «Off the Wagon»      | The Beauty Process: Triple Platinum |
| 1999 | «Freeway»            | Slap-Happy                          |
| 1999 | «Mantra Down»        | Slap-Happy                          |